# Дарне (митраљез)
Митраљез система Дарне (фр. Mitrailleuse Darne), француски лаки митраљез коришћен у Првом и Другом светском рату.

## Карактеристике
Лаки митраљез система Дарне развијен је у Француској током Првог светског рата, а усавршен је 1923. године. Радио је на принципу позајмице барутних гасова, а пунио се помоћу реденика. Масе само 8,25 кг, могао је да испали 1.100 до 1.200 метака калибра 8 мм у минуту.